# 트리부스 민회
트리부스 민회(Comitia Tributa)는 로마 공화국 사회에서 행정과 관련된 민회 중 하나이다. 부족민회로 부족들이 소집한 모든 로마 시민들로 구성된 집합체였다. 로마 공화정 시기에 시민은 35개의 부족을 기반으로 조직되어 있었다. 4개의 로마 시내 부족과 31개의 시 외곽 부족이 있었다. 부족들은 입법, 사법, 선거와 관련된 문제에 투표하기 위해 부족 의회를 소집했다. 각 부족은 별도로 분리된 투표를 했다. 각 부족마다 다수결 득표에 의한 결정이 내려졌으며, 각 부족이 보유한 선거인 수와 관계없이 결정은 1표로 계산되었다(미국의 상원 투표제도와 유사하다). 일단 대다수의 부족이 주어진 방법과 같은 방법으로 투표하면 투표가 끝나고 문제가 결정되었다.
참가 자격은 로마 시민권을 가진 상류층인 파트리키와 평민 계급인 플레브스가 동시에 국정에 참여했다. 대부분의 인원이 로마 시내에 있는 4개의 선거구(트리부스 = 본래 ‘부족’이라는 의미)에 집중되어 있으며, 여기에서 투표 결과를 좌우했다. 또한 켄투리아 민회처럼 각자의 시민들이 투표권을 가지고 있는 것은 아니었고, 각 선거구에 하나의 투표권이 주어졌다. 트리부스 민회는 포룸 로마눔에서 열린 수석 조영관, 재무관, 거기에 트리뷴 밀리툼이라는 군단 사령관의 선거를 결정했다. 또한 루키우스 코르넬리우스 술라에 의한 개혁까지 트리부스 민회에서 재판도 진행되었다.

## 같이 보기
- 로마의 민회
- 쿠리아 민회 (가문 공동체)
- 플레브스 민회 (평민회)
- 켄투리아 민회 (시민회)